# Elin Nilsen
Elin Nilsen (född 12 augusti 1968) är en norsk f.d. längdskidåkare som tävlade från 1990 till 2004. Hon tog tre OS-silvermedaljer i stafett över 4 × 5 km (1992, 1994, 1998). Hennes främsta individuella OS-prestationer var fjärde plats i tremilen (fri stil) såväl 1992 som 1998.
Nilsen tog också fem stafettmedaljer vid världsmästerskapen i nordisk skidsport — tre silver (1995, 1997 och 2001) och två brons (1991 och 1993). Hennes bästa individuella VM-resultat blev en fjärdeplats över 15 km fri stil 1999.
Nilsen vann fyra lopp i karriären mellan 1994 och 2002.